# Frits Zernike
Frits Zernike (ur. 16 lipca 1888 w Amsterdamie, zm. 10 marca 1966 w Amersfoort) – holenderski fizyk, laureat Nagrody Nobla w dziedzinie fizyki w roku 1953 za przedstawienie metody kontrastu fazowego, szczególnie za wynalezienie mikroskopu kontrastowo-fazowego, który pozwala na oglądanie wnętrza żywej komórki.
Był członkiem Królewskiej Holenderskiej Akademii Sztuk i Nauk.